# Вила Мелник
„Вила Мелник“ е семейна винарна, намираща се близо до село Хърсово, на около 7 км южно от Мелник.
Винарната разполага с около 30 хектара собствени лозя.. Някои от сортовете грозде, които се използват за винопроизводство са Каберне Совиньон, Мерло, Сира, Пино Ноар, Санджовезе, Шардоне, Совиньон Блан, Вионие, Руен, Мавруд, Мелник 55 и Широка мелнишка лоза. Първото вино на винарната е произведено през 2007 г., купаж между Широка Мелнишка и Каберне Совиньон.

## Награди
Международна изложба на лозарство и винарство Винария 2011
- Златен медал – Аплауз, Сира, Резерва, 2010

Международна изложба на лозарство и винарство Винария 2012
- Златен медал – Фемили Селекшън, Каберне Совиньон и Сира и Мерло, 2011 / Аплауз, Мерло и Сира, Резерва, 2010

Балкански Винен Конкурс и Фестивал 2012
- Златен медал – Аплауз, Мелник 55, Резерва, 2010

Балкански Винен Конкурс и Фестивал 2013
- Златен медал – Бергуле, Мавруд, 2011

Балкански Винен Конкурс и Фестивал 2014
- Златен медал – Аплауз, Вионие, 2013[2]

Selections Mondiales des Vins Canada Международен Винен шампионат 21-во издание 2014
- Златен медал – Аплауз, Каберне Совиньон, Резерва, 2011[3]

Балкански Винен Конкурс и Фестивал 2015
- Сребърен медал – Аплауз, Мелник 55, Резерва, 2013 / Аплауз, Мавруд, Резерва, 2013[4]

Световни Винени Награди Decanter 2015
- Сребърен медал – Аплауз, Мелник 55, Резерва, 2013 [5]

Международен Винен Конкурс за местни сортове грозде – Вино Балканика 2015
- Златен медал – Аплауз, Мавурд, Резерва, 2013

Международна изложба на лозарство и винарство Винария 2015
- Сребърен медал – Бергуле, Мелник, 2013 / Аплауз, Мелник 55, Резерва, 2013 / Аплауз, Каберне Совиньон, Резерва, 2012 / Аплауз, Сира, Резерва, 2011 / Бергуле, Шардоне, 2013

18-и Международни Винени Награди Mundus Vini 2016
- Златен медалАплауз, Каберне Совиньон, Резерва, 2013 (91 точки)[6]

Конкурс Мондиал де Брюксел 2016
- Златен медал – Аплауз, Каберне Совиньон, Премиум Резерва, 2013[7]

Балкански Винен Конкурс и Фестивал 2016
- Сребърен медал – Аплауз, Мерло, Резерва, 2013
- Сребърен медал – Бергуле, Мелник & Пино Ноар, 2013[8]

Канадски Международен Винен шампионат 2016
- Златен медал – Аплауз, Каберне Совиньон, Резерва, 2013[9]